# Dactylogyridae
Dactylogyridae är en familj av plattmaskar. Enligt Catalogue of Life ingår Dactylogyridae i ordningen Monopisthocotylea, klassen sugmaskar, fylumet plattmaskar och riket djur, men enligt Dyntaxa är tillhörigheten istället klassen Neodermata, fylumet plattmaskar och riket djur. Enligt Catalogue of Life omfattar familjen Dactylogyridae 37 arter. 

## Bildgalleri

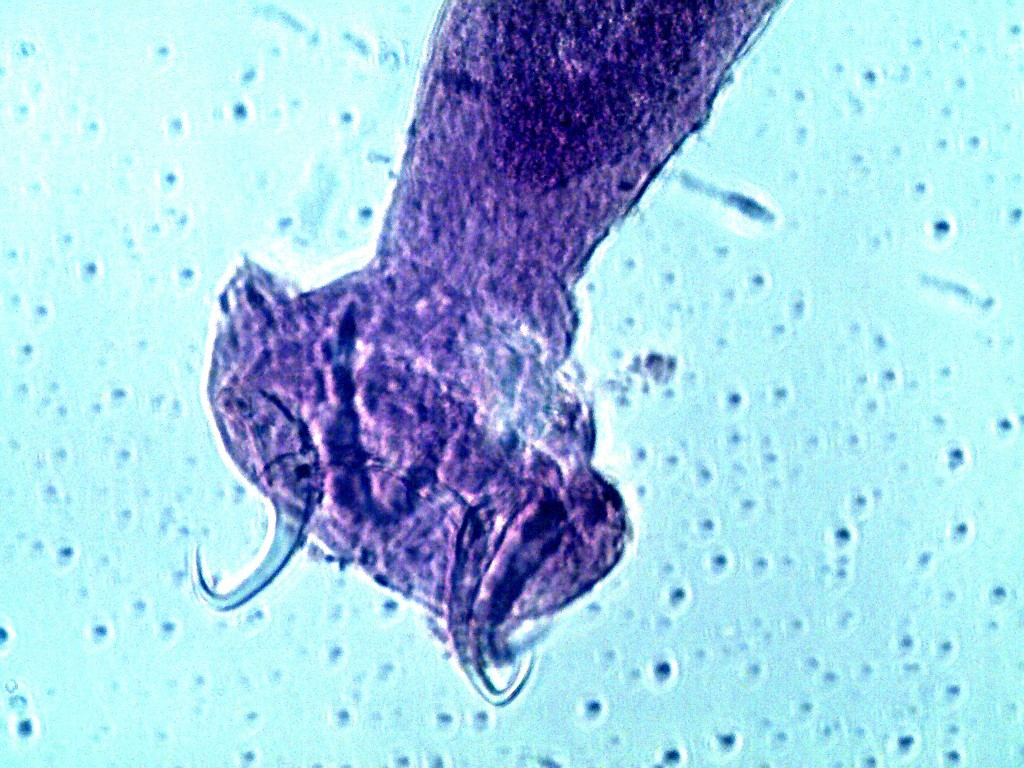
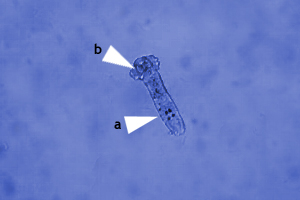

## Dottertaxa till Dactylogyridae, i alfabetisk ordning[1][2]
- Acolpenteron
- Actinocleidus
- Aethycteron
- Amphibdella
- Amphibdelloides
- Anchoradiscoides
- Anchoradiscus
- Ancyrocephalus
- Anonchohaptor
- Aplodiscus
- Aristocledius
- Cleidodiscoides
- Cleidodiscus
- Dactylogyrus
- Diplectanotrema
- Haliotrema
- Haplocleidus
- Hargitrema
- Icelanonchohaptor
- Leptocleidus
- Lyrodiscus
- Macrohaptor
- Microncotrematoides
- Myzotrema
- Onchocleidus
- Pellucidhaptor
- Protancyrocephaloides
- Pseudodactylogyrus
- Pseudohaliotrema
- Pseudomurraytrema
- Syncleithrium
- Tetrancistrum